# 無恥之徒
《無恥之徒》（英語：Shameless），英國長壽電視劇，2004年由英國第四台Channel 4首播，至2013年5月完結，全劇共11季。2009年HBO意圖製作美國版本，到后來是移轉至Showtime，美國版由英國原創保羅·艾伯特親自操刀，於2011年播出。

## 另見
- 《無恥之徒》

## 外部連結
- 英國第四台网站上的Shameless